# Diószeg (Románia)
Diószeg (románul: Tuta) település Romániában, Moldvában, Bákó megyében.

## Fekvése
A Tatros folyó jobb partján, Tatrosvásártól délkeletre fekvő település.

## Története
Diószeg valamikor a 19. század elején keletkezett, nevét 1842-ben említette először oklevél. Lakosai a székelyes csángó nyelvjárást beszélik mind a mai napig.

## Nevezetességek
- Római katolikus temploma - 1866-ban épült, majd az 1920 körül új templom építését kezdték meg, melybe a régiből Szent Ferenc és Szent Antal szobrát is átvitték.